# عبد العزيز الرشيد (مؤرخ)
عبد العزيز بن أحمد الرشيد (1887 الكويت - 3 فبراير 1938 جاكرتا) مؤرخ وأديب كويتي عمل في الصحافة وكتب في التاريخ له مؤلفات عديدة من أهمها كتاب «تاريخ الكويت»، وكان من الداعين إلى فهم الإسلام الفهم الصحيح مع يوسف بن عيسى القناعي، اللذَين كانا من أول الدعاة الذين أباحوا قراءة الصحف وطباعتها ودعوا إلى تعليم العلوم العصرية ووقفوا أمام دعاة الرجعية في الكويت، وقد أُهدر دمه من قبل أحد شيوخ الدين الموصوف بالتزمت. شارك في معركة الجهراء عام 1920، وجُرِحَ فيها.
يُسمى بمؤرخ الكويت الأول، لأنه أول من أصدر كتابًا في تاريخ الكويت في عام 1926، ويُسمى أيضاً برائد الصحافة في الكويت، لأنه قام بإصدار أول مجلة في الكويت وهي مجلة الكويت في عام 1928. وقد جمعت أعداد المجلة التي صدرت بين مارس 1928 ومارس 1930 في كتاب باسم ”أعداد مجلة الكويت“.
في يوم 18 فبراير 2009 أعلنت رابطة الأدباء الكويتيين عن اتفاقها المبدئي مع وزارة المواصلات على إصدار طوابع بريدية تذكارية تخليداً لذكرى رواد الحركة الثقافية وكان هو من ضمن الأسماء المطروحة.

## نشأته
وفق ماجاء في كتاب عبد العزيز الرشيد ودوره في الحركة الأدبية للدكتور يعقوب الحجي فإن والده أحمد الرشيد هاجر إلى الكويت من الزلفي مع اثنين من أخوته، وولد عبد العزيز الرشيد في حي الوسط في مدينة الكويت، ودخل إلى الكُتّاب كي يتعلمَ القرآن وهو في السادسة من عمره عند المُلَّا زكريا الأنصاري، وختم القرآن بعد سنتين أو ثلاث، وبعدها أصبح تلميذاً عند الشيخ عبد الله الخلف وهو في عمر الرابعة عشر، واشتغل مع والده في التجارة، وكان يسافر إلى القوقاز على الجمال لكي يبيعوا الجلود هناك.

## دراسته
ذهب إلى مدينة الزبير في العراق طلبًا للعلم عند شيخها محمد بن عبد الله العوجان، وظل عنده سنة كاملة لدراسة الفقه الحنبلي، وفي عام 1903 عاد إلى الكويت وتزوج وهو في السادسة عشر من عمره، وفي عام 1906 توجه إلى الإحساء وفي مدينة المبرز بالتحديد ليطلب العلم عند الشيخ عبد الله بن علي آل عبد القادر، ولم يترك المبرز إلا بعد أن أتى إليه والده طالبًا منه العودة إلى الكويت، ولكنه هرب منه وذهب إلى الإحساء مرَّة أخرى في عام 1908، وظل في الإحساء مدة من الزمن وعاد بعدها ليزاول مهنة الغوص على اللؤلؤ مع والده.
في عام 1911 توجه إلى بغداد ليلتحق بالمدرسة الداودية عند محمود شكري الآلوسي وبدأ معه شرح السيوطي على ألفية ابن مالك، ولم يكملها معه بسبب غير معروف، وأكملها على يد ابن عمه علي علاء الدين الآلوسي، وقد شجع الشيخ محمود الألوسي عبد العزيز الرشيد على البحث عن مسألة الحجاب والرد على دعاة سفور المرأة وأبرزهم تلميذ الشيخ محمود الألوسي الشاعر معروف الرصافي، وقام الرشيد بكتابة كتابهِ الأول «تحذير المسلمين عن اتباع غير سبيل المؤمنين» في عام 1911، وينادي في هذا الكتاب إلى لزوم المرأة لبيتها وذم خروجها إلى المدارس.
وترك الرشيد بغداد قاصداً القاهرة عندما سمع عن افتتاح دار الدعوة والإرشاد في فبراير 1912 على يد الشيخ رشيد رضا، وطلب الرشيد أن يلتحق بتلك الدار ولكن طلبه رُفِض لسببٍ غير معروف، وذهب بعدها إلى مكة المكرمة في نفس العام، وبعدها ذهب إلى المدينة المنورة التي ظل فيها لمدة سنة ثم رجع إلى الزلفي، ولبس الجبة والعمامة على طريقة علماء الشام والعراق.

## عمله في الكويت
عندما عاد عبد العزيز الرشيد إلى الكويت كانت البلاد تعيش بداية نهضتها الثقافية بعد تأسيس المدرسة المباركية في عام 1911، وقد صادق العديد من الدعاة إلى الإصلاح في تلك الفترة مثل يوسف بن عيسى القناعي والشاعر صقر الشبيب، وقد أصبح من أبرز الدعاة إلى الإصلاح بعد تعيينه ناظراً للمدرسة المباركية في عام 1917، وقد عمل ناظراً للمدرسة لمدة سنتين حتى عام 1919، وقد أدخل عددًا من المواد الجديدة في المدرسة كالجغرافيا والهندسة واللغة الإنجليزية وقد كانت هذه المواد محرمة من بعض العلماء في ذلك الوقت، مما أدى إلى صعوبة عمله لأن المدرسة كانت تدعم من قبل تبرعات الأهالي.
وفي عام 1921 كان عضو في مجلس الشورى الكويتي الأول، وفي عام 1922 أُنشِئَت المكتبة الأهلية.
وكان قد اقترح إنشاء مدرسة جديدة بعد إحجام الناس عن دراسة اللغة الإنجليزية في المدرسة المباركية، وفي عام 1921 تم إنشاء المدرسة الأحمدية التي كانت تدرس العلوم الحديثة مثل اللغة الإنجليزية، وقد أصبح من هيئتها التدريسية، وأقيم حفل للتأكد من نجاح فكرة المدرسة، وقد اقترح طريقة لكشف المواهب الطلاب ومعلوماتهم الشفهية أمام الحاضرين الذين كان في مقدمتهم الشيخ أحمد الجابر الصباح وحمد المبارك الصباح وصالح الإبراهيم وحامد النقيب ويوسف النقيب وحمد الخالد وعدد آخر من الحضور، وقام بكتابة المسرحية بنفسه، ومثلها الطلبة بنجاح.
قام بتأليف مسرحية اسمها المحاورة الإصلاحية، وقد طبعها في بغداد في عام 1924، وقد كان ينتقد فيها الشيخ أحمد الفارسي وتم تمثيلها في 3 مارس في نفس العام في المدرسة الأحمدية، وهي تبين الصراع بين العلماء المجددين والمقلدين.
أشهر أعمال عبد العزيز الرشيد هو كتابه «تاريخ الكويت» الذي نشر في عام 1926، وظل الكتاب رهين الجمارك، وتسربت بعض النسخ منه إلى الكويت، وقد أهداه إلى الزعيم التونسي عبد العزيز التعالي، وقد طُبِع الكتاب في المطبعة العصرية في بغداد، وقد ساعده الشيخ أحمد الجابر الصباح على جمع الوثائق والعقود الرسمية لتوثيق تاريخ الكويت، وكانت فكرة تدوين تاريخ الكويت تراوده منذ زمن، وقد قال لصديقه أحمد الفهد الخالد بأنه يتطلع لتدوين تاريخ الكويت حتى يكون هدية لوطنه وللشعب، وفي عام 1925 بدأ بجمع المعلومات المطلوبة للكتاب من بعض الرجال الثقات مثل حمد الخالد وشملان آل سيف وحامد النقيب وملا حسين التركيت، وكان يذهب إلى الأشخاص الذين يثق فيهم، وسأل أيضاً عن الأحداث التي حدثت خارج الكويت مثل سبب هجرة آل صباح من الهدار إلى الكويت حيث سأل إبراهيم بن محمد آل خليفة من البحرين عن ذلك، وبعد أن انتهى من كتاباته عرضها على بعض أصحابه، واقترح عليه السيد هاشم الرفاعي بأن يذهب إلى الشيخ أحمد الجابر الصباح لكي يمده بمعلومات أخرى وبعض المستندات، وبعث عبد العزيز الرشيد برسالة إلى الشيخ أحمد الجابر يطلب منه رؤية عدد من المستندات والوثائق، وأمر الشيخ أحمد الجابر رئيس كتاب ديوانه ملا صالح بن محمد الملا بإمداد عبد العزيز الرشيد بكل ما يريد.
وقد كان في ذلك الوقت يقوم بنشر العديد من المقالات في عدد من الصحف مثل جريدة الشورى التي كان مراسلها في الكويت ومجلة اليقين ومجلة الهلال، وبعد أن أصدر كتاب تاريخ الكويت راودته فكرة إنشاء مجلة باسم الكويت، وبعث رسالة إلى الشيخ أحمد الجابر الصباح لكي يسمح له بإصدار مجلة باسم الكويت، وقال في رسالته: «فإن إصدار مجلة للكويتيين في الكويت أمنية كان الوصول إلى قمتها من أسمى ما تتوق إليه النفس، ومن أجل ما تتمناه في هذه الحياة»، وقد وافق الشيخ أحمد الجابر الصباح على إصدار المجلة، واشترط أن يكون يوسف بن عيسى القناعي مراقباً على المجلة فوافق عبد العزيز الرشيد على ذلك، وفي عام 1928 أصدر مجلة الكويت، وهي الأولى في الخليج، وقد طبعها صديقه الأديب السوري خير الدين الزركلي، وطبع منها 500 نسخة، وقد بلغ عدد المشتركين فيها 300 شخص، أبرزهم شيخ الأزهر مصطفى المراغي، وبعدها غادر الكويت إلى البحرين، وظلَّ يصدر المجلة حتى أكملت سنتها الثانية وعددها العاشر في مارس 1930، وكان هدف المجلة هو نشر الإصلاح والقضاء على التخلف في العالم العربي والإسلامي، وقد كتب في المجلة عدد من المثقفين العرب في ذلك الوقت مثل عبد القادر المغربي وشكيب أرسلان وعبد العزيز الثعالبي ومحمد علي طاهر.

## انتقاله إلى إندونيسيا (1931-1937)
التقى الملك عبد العزيز بن سعود في 14 فبراير 1931 في مكة المكرمة في مأدبة أقيمت على شرف كبار الحجاج والأهالي، وقد امتدح الملك عبد العزيز بقصيدة، واتفق مع الملك عبد العزيز بأن يذهب إلى إندونيسيا للدعوة إلى المذهب السلفي ولدعوة المسلمين هناك إلى الذهاب للحج، وكانت هذه فكرة عبد الله السليمان الحمدان وزير مالية الملك عبد العزيز، وبعد انتهاء موسم الحج في ذلك العام توجه إلى جاوة على متن إحدى بواخر الحجاج، وأخذ معه 100 جنيه استرليني وكسوة فاخرة مهدية من الملك عبد العزيز.
وكان يعلم عند ذهابه إلى أندونيسيا بالصراع الدائر بين أبناء الجالية الحضرمية العربية، حيث انقسموا إلى جماعتين: العلوية والإرشادية، ويعود أصل الخلاف الموروثات الاجتماعية وهي التقسيمات الطبقية، حيث العلويون (وهم شافعيو المذهب وينحدرون من نسل النبي) وكان الزواج يتم بينهم وفقا للمقام الاجتماعي.
في يوليو 1931 وصل الرشيد إلى جاكرتا بعد أن قابل في طريقهِ في سنغافورة صديقَه العراقي يونس بحري حيث اتفقا على تأليف قلوب الحضارمة، وقد حل الرشيد ضيفاً على أحمد السوركتي، وحاول هو وصديقه العراقي يونس بحري أن يحلا الخلاف وذلك برفع الخلاف إلى الأزهر في القاهرة ليَفتوا وفقًا للمذهب الشافعي، ولم ينجح في ذلك، وفي سبتمبر 1931 أصدر مجلة اسمها «الكويت والعراقي» مع صديقهِ العراقي، واستمرت المجلة في الصدور في جاوة حتى يوم 25 يناير 1933 عندما اختفى صديقه العراقي يونس بحري. ولقد مال الرشيد إلى جانب الإرشاديين ضد العلويون، وكاد أن يدفع حياته ثمناً لذلك.

مجلة الكويت والعراقي الصادرة في عام 1931

وعن الصراعات التي خاضها الرشيد والرحالة العراقي يونس بحري في أندونيسيا تذكر جريدة العمل الموصلية في عددها بتاريخ 19 فبراير 1932 خبرًا نصه كالآتي: (وفد إلى بغداد السائح العراقي يونس بحري من بتافيا عاصمة أندونيسيا عن طريق الحجاز - مصر- فلسطين - سوريا حيث بقي فيها نحو سبعة أشهر بعد أن قام وصديقه الرشيد بمقاومة أفكار المبشرين المستعمرين كما أنهما قاما بدعم الصلح بين الحزبين المتنافرين الرئيسين في البلاد (حزب العلويين) المحافظين على القديم، وحزب (الإرشاديين) المتمردين هناك، وإصلاح ذات البين بينهما علمًا بأن في اندونيسيا جمعية لمقاومة التبشير هي جمعية (الإرشاد) وهي عربية بحتة، وجمعية (شركة إسلام والمحمدية)، وأعضاؤها من أهل البلاد الأصليين).[بحاجة لمصدر]
وقام بالعمل في التدريس، وأعطى دروساً في فقه الحديث واللغة العربية، وبعد سنة عاد إلى الكويت حيث كانت تعاني من انتشار الجدري، وقد ظل في الكويت لمدة إسبوعين وبعدها ذهب إلى البحرين ثم ميناء العقير في الأحساء لمقابلة الملك عبد العزيز بن سعود في أكتوبر 1932، وقد سمع اللاسلكي للمرة الأولى والراديو، وقد علّق على ذلك قائلا: ليس في هذا كله من غرابة، فلا سحر ولا تنجيم ولا شياطين ولا كهنة، وإنما هي العقول الجبارة التي أوصلت أربابها إلى ما نرى ونسمع.
وقد تعرَّضَ لمحاولة اغتيال بعد أن تربص به بعضُ أعدائه في إندونيسيا عند بيته، فشجوا جبهته بآلة حادة وسقط مغشيا عليهِ، وأسعفته زوجته وبعض أصدقائه ونقلوه إلى المستشفى وشفي من تلك الإصابة.
وعندما عاد إلى إندونيسيا في أوائل عام 1933 أصدر الرشيد مجلة اسمها التوحيد، واستمر صدور المجلة حتى آخر العام وتوقفت بسبب انتقال الرشيد إلى مدينة بكالونجان حيث عمل فيها ناظراً لمدرسة الإرشاد، وأقام فيها لمدة ثلاث سنوات، وفي 18 يناير 1937 عاد إلى الكويت مرة أخرى، حيث أمضى فيها أربعة أشهر زار في هذه الأشهر البصرة وبغداد للتواصل مع أصدقائه القدماء، وفي 12 مايو 1937 ترك الكويت عائدًا إلى إندونيسيا، فمرَّ على البحرين وبعدها على الرياض لزيارة الملك عبد العزيز، وذهب واعتمر في مكة ثم وصل إلى سنغافورة في أغسطس 1937 ومنها ذهب إلى جاوة.

## وفاته
توفي عبد العزيز الرشيد في جاكرتا في 3 ذي الحجة 1356هـ/الموافق 3 فبراير 1938م، ودُفِن في مقبرة العرب.

## من قصائده
قصيدة بعنوان إيه قومي

## مؤلفاته
- رسالة تحذير المسلمين من اتباع غير سبيل المؤمنين.
- تاريخ الكويت، في جزئين صدر سنة 1926.
- رسالة الدلائل البينات في حكم تعليم اللغات.

## كتب مرتبطة
- الشيخ عبد العزيز الرشيد: سيرة حياته، يوسف يعقوب الحجي.
- عبد العزيز الرشيد الصحافة وروّادها في الكويت، 1982.
- الشيخ عبد العزيز الرشيد، يوسف يعقوب الحجي، 2001.
- روّاد الحركة الثقافية في الكويت، عالم المعرفة، 16 سبتمبر 2008.[19]
- خالد سعود الزيد: أُدباء الكويت في قرنين المطبعة العصرية الكويت 1967.
- قاموس تراجم الشخصيات الكويتية في قرنين ونصف مطبعة حكومة الكويت 1998.
- أعلام الشعر في الكويت لعلي عبد الفتاح مكتبة ابن قتيبة الكويت 1996.

## وصلات خارجية
- مع الشيخ عبد العزيز الرشيد برنامج كشكول تقديم يوسف الجاسم مع خليفة الوقيان.